# Cuba (Misuri)
Cuba es una ciudad ubicada en el condado de Crawford en el estado estadounidense de Misuri. En el Censo de 2010 tenía una población de 3356 habitantes y una densidad poblacional de 405,18 personas por km².

## Geografía
Cuba se encuentra ubicada en las coordenadas 38°4′2″N 91°24′21″O / 38.06722, -91.40583. Según la Oficina del Censo de los Estados Unidos, Cuba tiene una superficie total de 8.28 km², de la cual 8.28 km² corresponden a tierra firme y (0%) 0 km² es agua.

## Demografía
Según el censo de 2010, había 3356 personas residiendo en Cuba. La densidad de población era de 405,18 hab./km². De los 3356 habitantes, Cuba estaba compuesto por el 95.95% blancos, el 0.27% eran afroamericanos, el 0.66% eran amerindios, el 0.18% eran asiáticos, el 0% eran isleños del Pacífico, el 1.49% eran de otras razas y el 1.46% pertenecían a dos o más razas. Del total de la población el 3.4% eran hispanos o latinos de cualquier raza.